# Diospyros tenuiflora
Diospyros tenuiflora är en tvåhjärtbladig växtart som beskrevs av Albert Charles Smith. Diospyros tenuiflora ingår i släktet Diospyros och familjen Ebenaceae. Inga underarter finns listade i Catalogue of Life.